# Варіашу-Маре
Варіашу-Маре (рум. Variașu Mare) — село у повіті Арад в Румунії. Входить до складу комуни Іратошу.
Село розташоване на відстані 435 км на північний захід від Бухареста, 16 км на північний захід від Арада, 57 км на північ від Тімішоари.

## Населення
За даними перепису населення 2002 року у селі проживала 371 особа.
Національний склад населення села:
| Національність | Кількість осіб | Відсоток |
| -------------- | -------------- | -------- |
| угорці         | 268            | 72,2%    |
| румуни         | 103            | 27,8%    |

Рідною мовою назвали:
| Мова      | Кількість осіб | Відсоток |
| --------- | -------------- | -------- |
| угорська  | 265            | 71,4%    |
| румунська | 106            | 28,6%    |